# Weißer Turm (Bad Homburg)

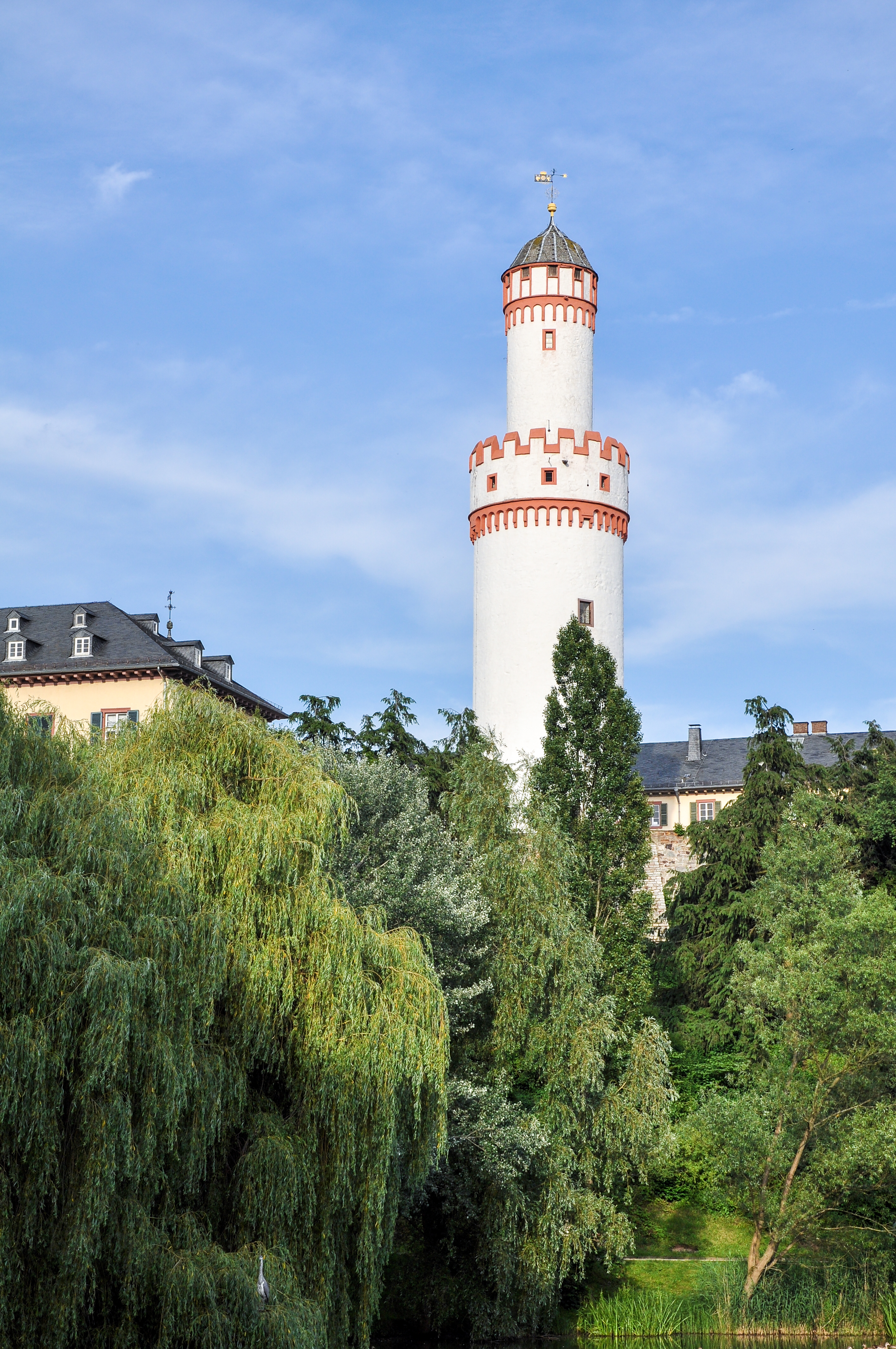
Der Weiße Turm

Der Weiße Turm von Bad Homburg aus dem 14. Jahrhundert ist der freistehende Bergfried der früheren Burg Hohenberg und das Wahrzeichen der Stadt Bad Homburg vor der Höhe.

## Baugeschichte und Beschreibung
Der heute 48,11 Meter hohe zylindrische Turm wurde nach 1354, der Begründung des Homburger Burggrafengeschlechtes durch Johann Brendel, wahrscheinlich zwischen 1355 und 1370, als freistehender Bergfried, Wehrturm und Schauinsland der damaligen Burg Hohenberg oder Brendelburg, später Burg Homburg, aus Bruchstein auf Sandsteinsockel errichtet und zeitgemäß hell verputzt. Als Bergfried mit seinerzeit hochliegendem, nur durch eine Leiter erreichbarem Eingang, war er der Wohn- und Hauptverteidigungsturm der Burganlage, die 1680 in ein Landgrafenschloss umgebaut wurde. Er besteht aus zwei Abschnitten: Der untere Teil ist 28,5 m hoch, 10 Meter im Durchmesser und hat einen mit acht Fenstern versehenen, über einem umlaufenden Bogenfries mit vier integrierten Pechnasen vorkragenden Oberteil, der mit umlaufendem Zinnenkranz und Wehrgang abschließt. Der obere Abschnitt, ein sogenannter Butterfassturmaufsatz, misst 5,95 Meter im Durchmesser bei einer Höhe von 20 m (ursprünglich 13,5 m). Er war mit einem Zinnenkranz und einer Verteidigungsplattform abgeschlossen. Landgraf Friedrich I. ließ dem ursprünglich 42 m hohen Wehrturm 1630 einen ca. 3,5 m hohen Glockenhelm (mit Wetterfahne 6,1 m) aufsetzen, wobei die zehn Zinnen zu Fensterfassungen wurden. Unter der Wetterfahne, 1704 erneuert und mit dem verschlungenen Namenszug Friedrich II. versehen, befindet sich eine vergoldete Turmkugel (Knopf), die ein kleines hessen-homburgisches Familienarchiv enthält. An der Nordseite wurde das Landgrafenwappen im selben Jahr angebracht, dazu ein großer tiefliegender Eingang mit Doppeltreppe in die Südwestseite der Wand gebrochen, der 1842 in Sandstein gefasst wurde. 1790 wurde unter Friedrich V. die Turmstube eingebaut. Am Fuß des Weißen Turmes ließ der letzte Landgraf Ferdinand in einer Nische an der Ostseite die Sandsteinstatue von Landgraf Friedrich VI., seinem ältesten Bruder, in einer historisierend-spätmittelalterlichen Rüstung als Ritter aufstellen, ein Werk von Johann Baptist Scholl aus Darmstadt von 1849. Der heute als Aussichtsturm fungierende Bergfried bietet nach 174 erklommenen Stufen Aussicht über die Stadt Bad Homburg zur Wetterau und zum Taunus hin. Nach Süden hin reicht der Blick bis zum Odenwald. Heute erscheint der Turm in weißem Putz, der ihm den Namen gab, mit rötlich abgesetzten Zinnen, Friesen, Tür- und Fensterrahmen.